# Résidence universitaire Jean-Zay
Pour un article plus général, voir Antony.

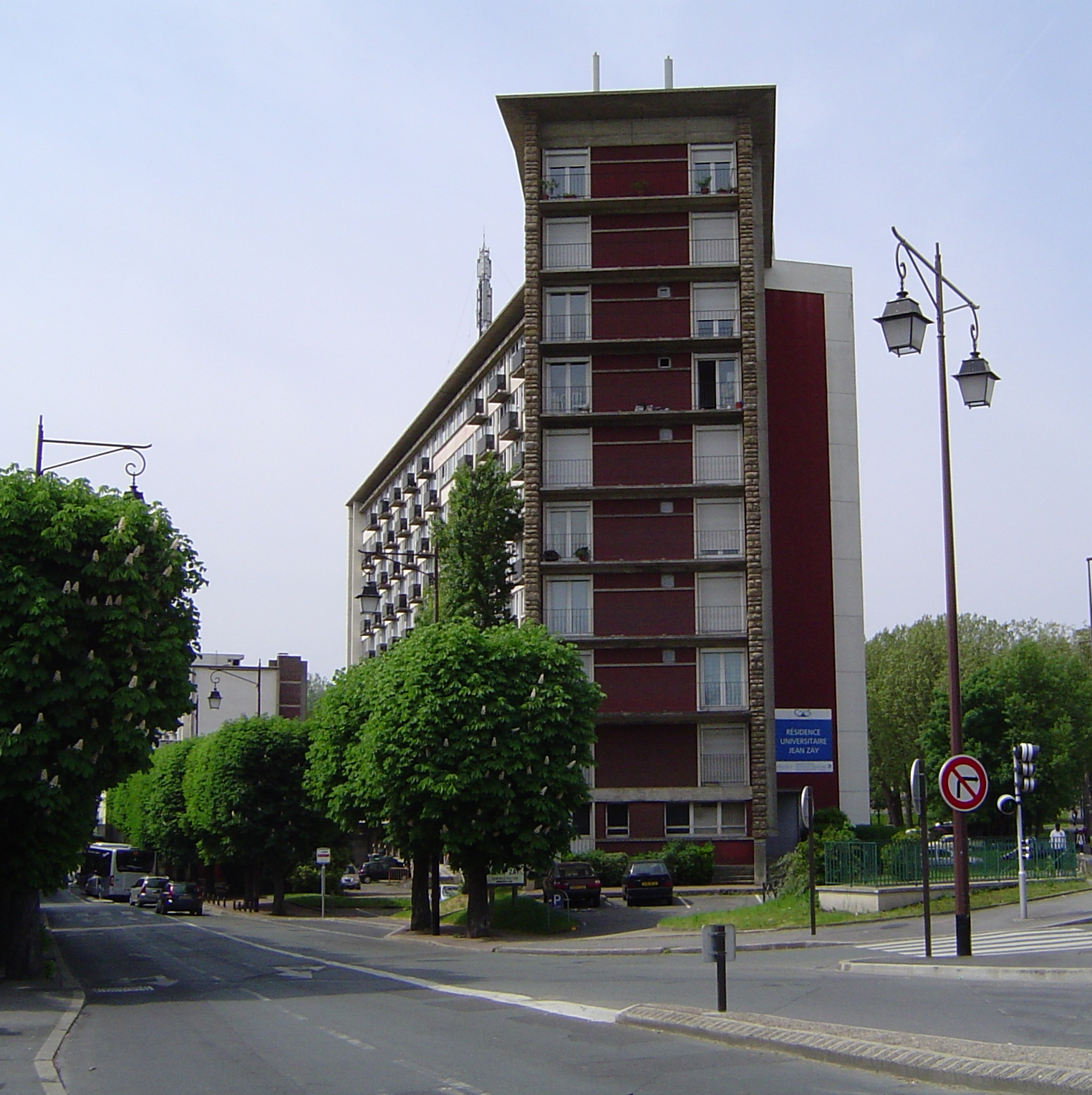
La résidence universitaire, vue de la Croix de Berny.

La résidence universitaire Jean-Zay ou résidence universitaire d’Antony (RUA) a été l’un des plus grands ensembles de logements sociaux étudiants en Europe. Elle est située avenue du Général-de-Gaulle à Antony, commune du département des Hauts-de-Seine. Début 2009, la propriété de la RUA a été transférée à la communauté d'agglomération des Hauts-de-Bièvre. De l'ensemble des bâtiments, démolis au fil des années, il n'en reste plus qu'un seul, en 2023.

## Historique

### Étude et construction: 1945 - 1955

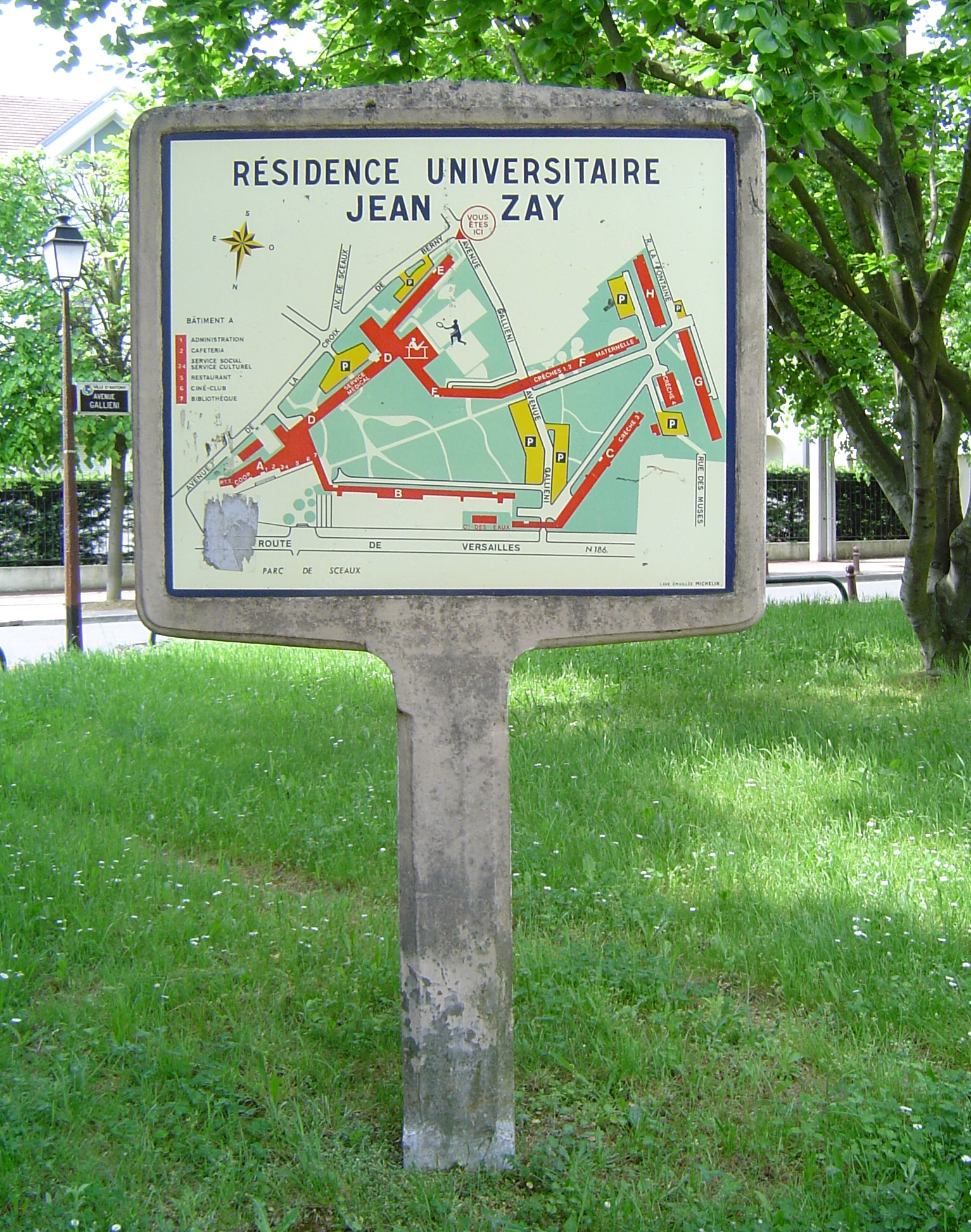
Plan de la résidence universitaire

L’étude de la construction d’une résidence universitaire à Antony est envisagée en 1945, à la demande du ministère de l’Éducation. Une convention est signée le 7 mai 1952 entre l’université de Paris et l’Office public des habitations à loyer modéré du département de la Seine en vue de la construction de la future résidence universitaire d’Antony. L’office départemental HLM de la Seine construit la résidence, le Crous de Paris en devenant à terme (en 2019) le propriétaire. La première tranche des travaux débute le 12 avril 1954 ; le maître d’œuvre en est Eugène Beaudouin.
Entre-temps, un appel d’offres est lancé pour l’ameublement de la résidence. Jean Prouvé y participe avec l’appui de l’Union des artistes modernes ; coopérant avec Charlotte Perriand, il obtient la commande de mobilier pour les salles communes, les restaurants et une partie des chambres. Une commande spéciale de luminaires pour les chambres et le réfectoire est également passée à Serge Mouille.
En 1955, Pierre Mendès France, alors chef du gouvernement, visite le chantier de construction de la future résidence universitaire, qui prend le nom de Jean Zay, ancien ministre de l’Éducation nationale sous le Front populaire, résistant exécuté en 1944. La résidence universitaire Jean-Zay d’Antony « cité modèle » ouvre le 1er décembre de la même année. En plus des 1 580 chambres individuelles (dont 1 040 chambres pour garçons et 540 chambres pour filles) et 490 appartements, de nombreux espaces communs sont mis en place (une bibliothèque, une salle de spectacle, un complexe sportif, des salles de travail animées par les groupes d'études). Les bâtiments s’étendent sur 10 hectares entre le centre-ville d’Antony et le parc de Sceaux.
Le 1er février 1956, 150 premiers étudiants sont logés à la RUA. Lionel Jospin, admis au printemps, y reste jusqu'en 1959.
L’AERUA (Association des étudiants de la résidence universitaire d’Antony) est créée en 1957. Claude Allègre y occupe en 1959 le poste de délégué social, Gérard Saint-Paul celui de délégué à l’information en 1961. La résidence accueille des étudiants du monde entier. Au plus fort de son activité, elle compte 3 crèches, une école, une supérette, et 50 nationalités différentes.

### Premiers heurts: 1956 - 1965

#### Hausse des loyers
Une première hausse des loyers en 1959 déclenche une grève suivie par 80 à 90 % des étudiants. En 1962, le loyer d'une chambre pour célibataire s'élève à 55 anciens francs. Une deuxième hausse des loyers en novembre 1963 entraîne de nouveau une grève, qui prend un caractère national et donne ainsi naissance à la Fédération des résidences universitaires de France (FRUF), marquant également le début de la régionalisation des loyers. Depuis 1959, les loyers ont augmenté de 56 % pour les célibataires et 50 % pour les ménages.

#### Réadmissions
Très vite se pose le problème du départ des premiers étudiants arrivés en 1956, forcés de se reloger en vertu du règlement limitant à 3 ans le séjour à la RUA : l'AERUA obtient le droit à une quatrième année, puis le 22 juin 1960 une pétition est signée contre le règlement intérieur (1 398 signatures). L'AERUA obtient finalement de l'administration que la réadmission se fasse jusqu'à la fin des études. Malgré cela, en juin 1964, l'administration revient sur sa décision de 1960 concernant les réadmissions en tentant d'expulser 400 résidents. Le 16 juillet 1964, ces étudiants sont avisés de leur non-réadmission par une lettre-circulaire. Le 22 septembre, le maire d'Antony, Georges Suant, s'étonne de l'expulsion massive de jeunes ménages et prend ainsi le parti des résidents.[réf. nécessaire]

#### Réaménagement forcé
La Fédération des résidences universitaire de France (FRUF) est fondée en 1964 à la suite de la grande grève des loyers de novembre 1963, partie notamment de la résidence universitaire Jean-Zay, qui est alors un des principaux foyers d’implantation de la FRUF (sous le sigle AERUA-FRUF).
Au début de la même année, 600 millions de francs de crédits sont débloqués pour le réaménagement de la résidence. De juin à septembre 1964, des travaux sont engagés au niveau du restaurant universitaire afin de rendre la salle plus calme, de l'isoler des cuisines et de transformer le hall en cafétéria de 500 places. Les galeries supérieures sont reconverties en réserves pour la bibliothèque et en bureaux pour le service culturel. Les possibilités d'accès au restaurant par l'intérieur des bâtiments sont supprimées, ce qui a pour effet de restreindre l’espace des sociabilités estudiantines. Des réactions militantes se développent face à ce qui est perçu comme une volonté de contrôle des étudiants : « Tous ces travaux n'ont qu'un but, commentent l'AERUA et le journal Tribune socialiste (no 10) : donner les moyens à l'administration d'empêcher les étudiants de se rencontrer, se grouper, s'informer, s'organiser sur le plan syndical, pouvoir manifester leur opposition, comme ils l'ont toujours fait, à la continuelle dégradation de leur niveau de vie, en particulier en organisant d'importantes grèves des loyers ». Et les auteurs de l'article de mettre en garde contre des projets de cloisonnement de tous les bâtiments, visant, selon eux, à contrôler les entrées, les sorties et les visites des résidents.

#### Changement de gestionnaire
En mai 1964, l'université de Paris renonce sans aucune contrepartie à l'ensemble des droits et obligations résultant de la convention passée le 7 mai 1952, au profit du Crous de Versailles.
L'ancien règlement intérieur est remis en vigueur en 1965 (contrôle des activités collectives des résidents ; séjour en cité U limité à 3 ans malgré la quatrième année obtenue en 1959). À ces fins, de nouvelles loges doivent être construites dans tous les bâtiments, et les communications intérieures entre chaque bâtiment doivent être supprimées, tous étant reliés, à l'exception du G et du H.
Alors que la première loge du bâtiment A (pavillon des jeunes filles) est en chantier, l'administration voulant ainsi - par souci de moralité[réf. nécessaire] - empêcher les garçons de s'y rendre, des étudiants occupent le site pour s'y opposer. Une grève est organisée au restaurant, suivie d'une manifestation dans Antony le 30 janvier 1965) pour alerter les élus et notamment le Maire, Georges Suant. Une pétition rassemble 1 500 signatures contre les nouvelles loges, les murs, la hausse des loyers, la réinstauration de l'ancien règlement intérieur, la restriction des libertés collectives et individuelles.
Le 16 octobre 1965, 8 étudiants de la résidence universitaire sont traduits devant le Conseil de discipline des résidences universitaires, en raison de leur activité syndicale et de leur opposition à la construction de la loge du bâtiment A.
En décembre 1965, Jacques Balland, 35 ans, ancien président de l'Unef est nommé directeur. Le ministre de l'Éducation nationale, Christian Fouchet, lui demande explicitement de s'attaquer au monopole du Parti communiste sur la résidence.[réf. nécessaire]
Le 5 décembre 1966, le Parti communiste est mis pour la première fois en échec depuis dix ans aux élections syndicales de la résidence. Il perd la majorité absolue et passe de 56 sièges sur 62 à 28.

### Durcissement des luttes face à la lente dégradation des conditions de vie en résidence
Après trois années de lutte, la mixité est finalement obtenue dans chaque bâtiment en 1967,. 
Mais la résidence universitaire d’Antony devient un « point chaud » de la lutte estudiantine qui a germé quelques semaines plus tôt au sein du campus de Nanterre. Certains ont ainsi vu dans le soutien apporté par les étudiants de la résidence universitaire quelques années plus tôt aux mineurs en grève les prémisses des mouvements revendicatifs unitaires (étudiants-travailleurs) de mai 68.
En 1970, le processus de la hausse des loyers reprend ; de nouveau, une grève massive des résidents est entreprise. En 1972, le loyer d'une chambre individuelle s'élève à 118 francs. Pour protester contre la hausse subite (sur décision ministérielle de Jean-Pierre Soisson) de 25 % de leurs loyers, les étudiants occupent les locaux administratifs et seront évacués par la police en novembre 1974. La FRUF (Fédération des résidences universitaires de France, dont le siège social est à Antony) lance une grève des loyers. Plus de 30 résidences universitaires (soit 6 000 étudiants) la suivront et payeront à la FRUF leur loyer à l'ancien tarif.
En 1971, des commissions de sécurité visitent la résidence et exigent une mise en conformité avec les normes en vigueur. Trois ans plus tard, 20 millions de francs sont investis à cet effet, entraînant des fermetures provisoires de bâtiments entiers : travaux au C en novembre 1973, au A en mai 1974, au H en octobre 1974. En décembre 1974, Gilbert Balta, directeur de la résidence, est séquestré pendant trois heures pour la seconde fois. Sept cars de police interviennent pour le délivrer. Les « maos d'Antony » protestaient ainsi contre les expulsions « sous prétexte de réfection des bâtiments » et obtiennent ainsi non seulement le rétablissement immédiat de la crèche, mais aussi le chauffage dans d'autres pavillons et du matériel demandé depuis plus de cinq ans.

### L’acharnement de la presse
Selon Le Figaro, il y aurait eu pas moins de 12 viols en un mois ; mais le journal remarque qu'il n'y en a eu aucun en 1974. Monsieur Fohr, directeur du Crous, s’explique dans un article du Nouvel Observateur (« Les 'bas-fonds' d'Antony », 30 décembre 1974): « À la rentrée d'octobre 1973, sept viols ont été commis, tous par la même personne, qui a été arrêtée au bout de trois jours ! »
Le 10 décembre 1974, le maire d'Antony, Georges Suant, déclare que « la Cité n'a d'universitaire que le nom », « qu'on y est en état d'insécurité permanente » et qu'on s'y drogue, s'y viole et s'y prostitue... Il l'accuse en outre de « peser » considérablement sur la commune. Jean-Pierre Soisson, Secrétaire d'État aux Universités déclare : « Nous ne ferons plus de campus comme celui d'Antony […] Tous les dossiers des résidents seront examinés, et nous sommes prêts à “vider” la moitié de la résidence universitaire d'Antony s'il le fallait ».[réf. nécessaire] Une campagne de presse extrêmement virulente s'ensuit.
Libération affirme le 18-19 mars : « Le maire d'Antony offre 43 millions de francs pour racheter 2,4 hectares et abattre les bâtiments C, E et F » de la résidence, qui selon lui « montre ses fesses » à la ville. Un entretien avec le maire d'Antony paraît dans le Figaroscope du 8 novembre, qui justifie la nécessaire disparition de la Cité U, sur « un site exceptionnel ». Dans le texte introductif, le journaliste écrit : « La résidence universitaire, que fréquenteraient d'ailleurs fort peu d'étudiants... ».
Les étudiants nient leur responsabilité dans la dégradation des conditions de vie, ils dénoncent plutôt le manque de moyens attribués à la résidence, la diminution de moitié du personnel et la hausse des loyers de 300 % en dix ans. Les crèches ferment peu à peu et aucune rénovation d’envergure n’est engagée.
En 1974, la majorité et le droit de vote sont fixés à 18 ans : 83 % des étudiants de la RUA votent pour François Mitterrand au second tour des élections présidentielles au bureau de vote de la résidence.
Un cas de tuberculose est découvert en 1997, mais camouflé par la direction du CROUS.[réf. nécessaire] Des chambres sont classées insalubres par la DDASS, et sont condamnées. Malgré cela bon nombre d’étudiants vivent dans des conditions d’hygiène déplorables, la résidence restant dans un état de délabrement avancé. Coût estimé de la rénovation : 40 millions d’euros. Avec ses 2 500 chambres, la résidence universitaire d’Antony représente pourtant un quart du logement social étudiant en Île-de-France.
En 2000 les quelques chaises, tables et lits désignés par Jean Prouvé et qui n’ont pas déjà été dispersés sont mis en sécurité dans un hall, avant d’être vendus sous contrôle des Domaines, et permettre ainsi d'équiper le bâtiment A de literies neuves.

### Une résidence au futur incertain

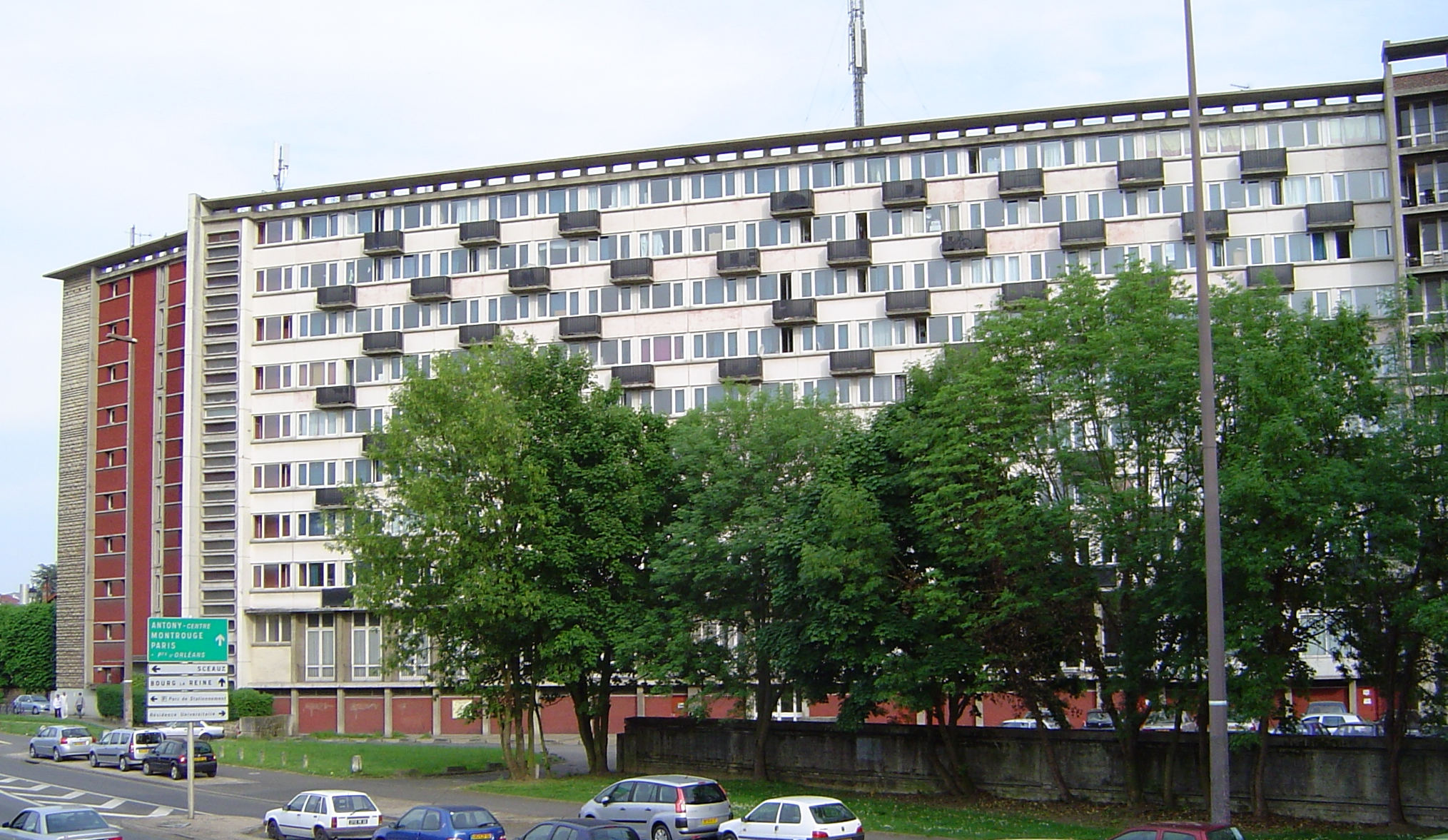
La résidence universitaire, le long de l'autoroute A86

Selon les informations du Comité des riverains, les résidents apprennent dès 1972 que la future autoroute A86 frôlerait la cité et qu'au passage, deux pavillons seraient menacés de destruction, là où des travaux étaient prévus au restaurant et au bâtiment B.
500 000 F sont d’ailleurs nécessaires pour remplacer la chaudière du bâtiment B (environ 350 chambres) tombée en panne en décembre 1974. Le bâtiment B est donc fermé en 1975 pour « réparation ». Les étudiants évacuent les lieux mais ne sont pas relogés, ni par le CROUS, ni par la mairie. Le bâtiment est abandonné aux squatteurs.
Après onze années passées à l’abandon, le bâtiment B est finalement vendu à la mairie d'Antony en 1986. Cette dernière est passée aux mains du RPR / UMP Patrick Devedjian en 1983. Le 28 février, le conseil municipal d'Antony statue sur l'aménagement de cette assiette foncière : les 9 570 m2 sont achetés 7 millions de francs.
Les locaux sont détruits en août, bientôt remplacé par les chantiers de la sous-préfecture, du commissariat de police et un ensemble de bureaux, inaugurés en 1990.
En 1988, des négociations sont à nouveau engagées entre le Crous et la mairie pour la vente du bâtiment C. Le ministère de l'Éducation nationale s'y oppose ; à la place, un décret est signé en juillet par le nouveau ministre, Lionel Jospin, qui oblige le conseil d'administration du Crous à engager un plan de réhabilitation de la résidence.
Les travaux débutent en juillet 1990 (architecte M. Granveaud), commencent par le ravalement des façades puis la pose des fenêtres en PVC. 70 millions de francs sont investis jusqu’en 1995.
Le 2 janvier 1989, M. Jacques Brunhes, député communiste des Hauts-de-Seine, « s’inquiète auprès de M. le ministre d’État, ministre de l'éducation nationale, de la jeunesse et des sports, sur l’avenir de la résidence universitaire Jean Zay, à Antony (Hauts-de-Seine). La majorité du conseil municipal d'Antony a voté, lors de sa séance du 30 septembre 1988, la création d’une ZAC sur l’emprise du bâtiment C, le plus important en capacité d’accueil de la résidence, avec la volonté exprimée de le détruire en vue d’une opération immobilière. Ainsi, après la démolition du bâtiment B, qui avait une capacité de 400 chambres d’étudiants, autorisée par le Crous de Versailles malgré les profonds désaccords des résidents et de personnalités locales, ce sont plus de 500 chambres supplémentaires qui disparaîtraient. Le projet d’opération immobilière de la ville d’Antony menace à terme l’existence même de la résidence Jean-Zay. Il marquera à court terme une diminution du nombre de chambres universitaires dans la région Île-de-France alors que les demandes formulées par les étudiants sont déjà supérieures aux capacités d’accueil des structures existantes. Il entre en totale contradiction avec la volonté de faire de l’éducation nationale une priorité nationale. En effet, les chambres universitaires constituent une aide sociale aux étudiants qui contribue à favoriser l’accès du plus grand nombre aux études supérieures. Il lui demande donc quelles mesures il compte prendre pour maintenir dans son intégralité la résidence universitaire Jean-Zay à Antony et de bien vouloir l’informer si des travaux d’amélioration et de rénovation sont prévus. »  Le 27 mars 1989, le ministère de l'Éducation nationale, de la Jeunesse et des Sports répond : « La décision du conseil municipal d'Antony de créer une zone d'aménagement concertée sur l'emprise du bâtiment C de la résidence universitaire Jean-Zay à Antony ne saurait entrainer la disparition du potentiel d'hébergement de cette résidence. En effet, la destruction éventuelle de ce bâtiment de 550 chambres nécessiterait la cession par le Centre régional des œuvres universitaires et scolaires (Crous) de Versailles des droits qu'il possède sur le bâtiment à l'office public des HLM afin de permettre à ce dernier d'aliéner l'immeuble au profit de la société d'économie mixte désignée par la commune pour définir un projet d'aménagement. Or, le Crous de Versailles ne peut réaliser cette cession que sur autorisation de son autorité de tutelle. Dans la mesure où aucune décision de cette nature n'est intervenue, il va de soi que la délibération du conseil municipal d'Antony n'exprime qu'une intention n'engageant ni le ministre de l'Éducation nationale, de la Jeunesse et des Sports, ni le Crous de Versailles. Par ailleurs, la situation du logement étudiant en région parisienne interdit d'envisager toute diminution du potentiel d'hébergement dont disposent les œuvres universitaires. Au contraire, une première tranche de travaux de réhabilitation de la résidence d'Antony a été décidée par le conseil d'administration du Centre national des œuvres universitaires et scolaires (Cnous) le 7 juillet 1988 pour un montant de 15 millions de francs grâce aux crédits accordes par le Gouvernement à titre d'avance sur les dépenses de 1989 (décret d'avance du 10 juin 1988, chapitre 46-11). Ce programme sera poursuivi en 1989 par une seconde tranche de même montant autorisée par les mesures nouvelles budgétaires dont bénéficient les œuvres universitaires sur cet exercice pour la remise à niveau et la maintenance de leur patrimoine immobilier. » 
Recherchant des fonds, le Crous engage en décembre 1994 des négociations pour vendre le bâtiment G, qui accueille couples et enfants. Les domaines évaluent la valeur des terrains et bâtiments correspondants à 43 millions de francs. La mairie d'Antony fixe à 20 millions de Francs le montant maximal qu'elle est prête à investir pour ledit emplacement. [réf. souhaitée] Les négociations sont suspendues. Patrick Devedjian, maire d’Antony, tente alors un coup de force. En octobre 1995, il propose à l'Office public des HLM des Hauts-de-Seine de lui céder les droits qu’il possède sur la totalité de la résidence pour seulement 6 millions de francs… sans en avertir le CROUS qui contesta cet accord et se porta à son tour acquéreur. [Passage contradictoire] [réf. souhaitée]
Le soir du 24 novembre, lorsque le conseil municipal d'Antony confirme cet accord [Passage contradictoire], les étudiants décident d'occuper le restaurant universitaire de la résidence, et y restent pendant près d’un mois. La mobilisation des étudiants leur permet de rencontrer le rectorat puis le ministre de l’éducation nationale, François Bayrou qui décide un moratoire sur tout projet pendant cinq ans.
Le 23 avril 1998, Emmanuel Hamel, sénateur RPR, « attire l’attention de M. le ministre de l'Éducation nationale, de la Recherche et de la Technologie sur l’information parue à la page 30 du quotidien Le Figaro du 25 mars 1998, selon laquelle : « Dans un état de décrépitude avancée, la cité (universitaire) Jean Zay d’Antony fait aujourd’hui l'objet d’une étude au ministère de l’éducation nationale... Actuellement, confie-t-on au ministère de l’éducation nationale, des tractations sur le devenir de la résidence ont effectivement lieu entre les différents partenaires et les collectivités. Mais aucune décision n’a, à ce jour, été prise... », il lui demande si, à ce jour, une décision a été prise concernant l’avenir de cette cité universitaire, et laquelle. Le 25 juin 1998, le ministère de l’éducation nationale répond : Construite en 1952, la résidence universitaire d’Antony est la propriété de l’office HLM du département des Hauts-de-Seine. Le CROUS de Versailles est titulaire de la totalité des droits et obligations découlant de la convention initiale, en application d’un avenant signé en 1976, et en 2019, lorsque toutes les annuités seront payées, la propriété de l’immeuble devrait être transférée aux œuvres universitaires. Or, en septembre 1995, le conseil d’administration de l’OPHLM a cédé ses droits à la ville d’Antony, qui les a acceptés, contre paiement d’une somme de 6 millions de francs. Le directeur du CROUS de Versailles a aussitôt écrit à l’OPHLM pour s’opposer à cette cession, demandant que les œuvres universitaires puissent exercer un droit de priorité et devenir propriétaire du site d’Antony contre paiement de la même somme, mais il n’a reçu aucune réponse. En décembre 1995, les résidents d’Antony ont été reçus successivement par le recteur de Versailles et par le cabinet du ministre de l’époque. Ils ont obtenu au cours de ces discussions la promesse d’un moratoire de cinq ans sur la vente du pavillon G, ainsi que celle d’un financement quinquennal de 30 millions de francs destinés à réhabiliter la résidence, hors pavillon G. Effectivement, ce dernier est difficilement habitable, et se dégrade. Cependant, le CROUS de Versailles ne peut entreprendre les travaux de réhabilitation estimés à 25 millions de francs (exception faite des travaux concernant la sécurité et la salubrité de la résidence) si l’hypothèse d’une vente à la ville est à l’ordre du jour. »
En septembre 2002, la ville d’Antony demande à la Sem 92 (devenue Citallios) une étude de faisabilité en vue du réaménagement de la résidence. Le projet a pour ambition de conserver la moitié des chambres étudiantes et de relier la résidence au reste de la ville en faisant de la couture urbaine. Alertés par l’opposition municipale, les étudiants se mobilisent, créent un collectif, envahissent le conseil municipal et obtiennent des rendez-vous avec le maire d’Antony (Raymond Sibille) et le directeur du CROUS de Versailles, Jean-Francis Dauriac). Le maire d’Antony comprend l’inquiétude des étudiants mais maintient que la ville ne peut rien faire sans l’accord du CROUS, qui se réfugie derrière un simple rôle de gestionnaire. [réf. souhaitée]
Le 28 octobre 2002, Mme Janine Jambu, député communiste des Hauts-de-Seine, appelle l’attention de M. le ministre de la jeunesse, de l’éducation nationale et de la recherche sur le devenir de la cité universitaire d’Antony qui compte 2 500 places et nécessite une importante rénovation, à l’heure où se fait aigu le constat sur l’insuffisante capacité d’accueil et de logement des étudiants, notamment les plus modestes, à proximité des grands centres universitaires de notre pays. En effet la convention d’étude récemment adoptée par le conseil municipal de la ville d’Antony, impliquant le CROUS de Versailles, l’OPDHLM des Hauts-de-Seine, la ville d’Antony et la SEM 92, soulève à cet égard inquiétudes et interrogations quant aux projets d'une nouvelle démolition partielle de la résidence universitaire survenant après la démolition en 1986 d’un premier bâtiment de 350 chambres laissé à l’abandon par le CROUS pendant plus de dix ans. Cette convention réduirait de nouveau l'offre de logements (menaçant ainsi l'existence d'équipements annexes qui font la spécificité de la plus grande résidence universitaire de France) et implanterait sur une partie de ce site de 10 hectares de « nouvelles fonctions urbaines » dans le cadre d'une « opération d'aménagement » sans lien avec le logement social étudiant. Elle lui demande quelle est sa position sur ce dossier et quelles mesures il compte prendre en ce domaine qui est un élément essentiel pour l'accès du plus grand nombre aux études supérieures, l'amélioration des conditions de vie et d'étude et le rayonnement de notre pays en matière de formation universitaire.. Le 3 février 2003, le ministère français de la jeunesse, de l'éducation nationale et de la recherche répond : La résidence universitaire d'Antony a connu, depuis 1998, d'importants travaux de mise en conformité (réhabilitation du gymnase, réfection des toitures, remplacement de fenêtres...) et fait l'objet en permanence de travaux spécifiques (remplacement d'ascenseurs..) et d'entretien courant. Des discussions ont été engagées entre le directeur du CROUS de Versailles et le maire d'Antony afin d'examiner les différentes possibilités de rénovation de la résidence. La démolition partielle a effectivement été évoquée. Toutefois, cette démolition ne pourrait être envisagée que si la perte de capacité d'accueil était compensée par une construction nouvelle. Celle-ci devrait, bien entendu, être capable d'offrir un nombre de chambres équivalent, dans un périmètre proche du site actuel d'Antony. En tout état de cause, il n'est pas envisagé de réduction de la capacité d'accueil de la résidence, à un moment où le plan Université du 3e Millénaire et le contrat de plan État-région d'Île-de-France ont pris en compte le principe de réserver 25 % des crédits d'investissement au profit de la vie étudiante.

### L’article 66 de la loi de décentralisation (août 2004)
C’est le moment que choisit Patrick Devedjian, qui cumule les postes de ministre délégué aux Libertés locales et président de la communauté d'agglomération, pour créer un amendement sur mesure à la loi de décentralisation. « Les communes et établissements publics de coopération intercommunale qui en font la demande ont la charge de la construction, destruction, reconstruction et de l’extension des locaux destinés aux étudiants. »
Le 15 décembre 2004, la communauté d’agglomération des Hauts-de-Bièvre présidée par Patrick Devedjian demande le transfert de compétence prévu par l’article 66 de la loi de décentralisation. Cela entraîne un transfert gratuit des biens appartenant à l’État, rendant à terme la communauté d’agglomération propriétaire des terrains. La phase démolition est lancée. Mais la résidence Jean Zay est propriété du CROUS et non de l’État ; elle ne peut donc faire l’objet d’un quelconque transfert de compétence, comme l’explique une récente enquête de la direction des Affaires juridiques du ministère de l’Éducation nationale.
En janvier 2005, le collectif des résidents est recréé, les anciens de 2002 viennent prêter mains forte aux nouveaux arrivés pour empêcher une destruction sans cesse remise à l’ordre du jour, et qui irait à l’encontre des besoins pourtant criants des étudiants d’Île-de-France en matière de logement.
L'AARUA(Association des amis de la résidence universitaire d'Antony) sera créée. Son statut a pour objet « de regrouper toutes celles et tous ceux qui à travers le monde veulent :
- défendre la RUA et le logement social étudiant, et particulièrement tous les logements étudiants et équipements collectifs présents sur le site d'Antony ;
- défendre et promouvoir, notamment sur la ville d'Antony, toutes les actions universitaires et culturelles mises en œuvre par les résidents (en particulier au sein des Groupes d'Études) ;
- favoriser les rencontres et les échanges entre le campus et son environnement local, national et international. »

Le nouveau plan local d'urbanisme de la ville d'Antony, adopté en 2008, crée un « emplacement réservé » sur l'emprise de la Résidence, afin de recréer le lien historique inscrit au cadastre entre le centre-ville et le Parc de Sceaux. La réalisation de cette voie entrainerait à terme la démolition d'un porche sur un bâtiment de la résidence.
En janvier 2008, la salle de prière du bâtiment G a été fermée.
En juin 2009, les étudiants logés au bâtiment C reçoivent une lettre du Crous leur enjoignant de quitter les locaux avant le 1er juillet, afin que des travaux puissent être effectués durant l’été. Le 18 juin, Georges Siffredi, président de la communauté d’agglomération, déclare qu'il est souhaitable de détruire ce bâtiment C. Le 26 juin, plusieurs dizaines d’étudiants occupent la mairie d’Antony, retardant la tenue du Conseil d’agglomération : Georges Siffredi s’engage à ne pas entreprendre de destruction durant l’été. Quatre jours plus tard, le CROUS commence les préparatifs visant à murer le bâtiment C, ce qui entraîne une nouvelle manifestation des étudiants le 1er juillet. Le 9 octobre, le conseil de la communauté d’agglomération des Hauts-de-Bièvre approuve un protocole visant à détruire la totalité des bâtiments C, G et H (819 chambres) et une partie des bâtiments D et F (607 chambres).

### Les démolitions successives
Début juillet 2010, le bâtiment C a été clôturé en préparation de la démolition, un panneau informe du prochain désamiantage avant destruction. Les fenêtres des logements sont peu à peu retirées à partir du 26 juillet 2010. Le 9 août 2010 les premiers morceaux de béton tombent. Le bâtiment C a été démoli en août 2010.

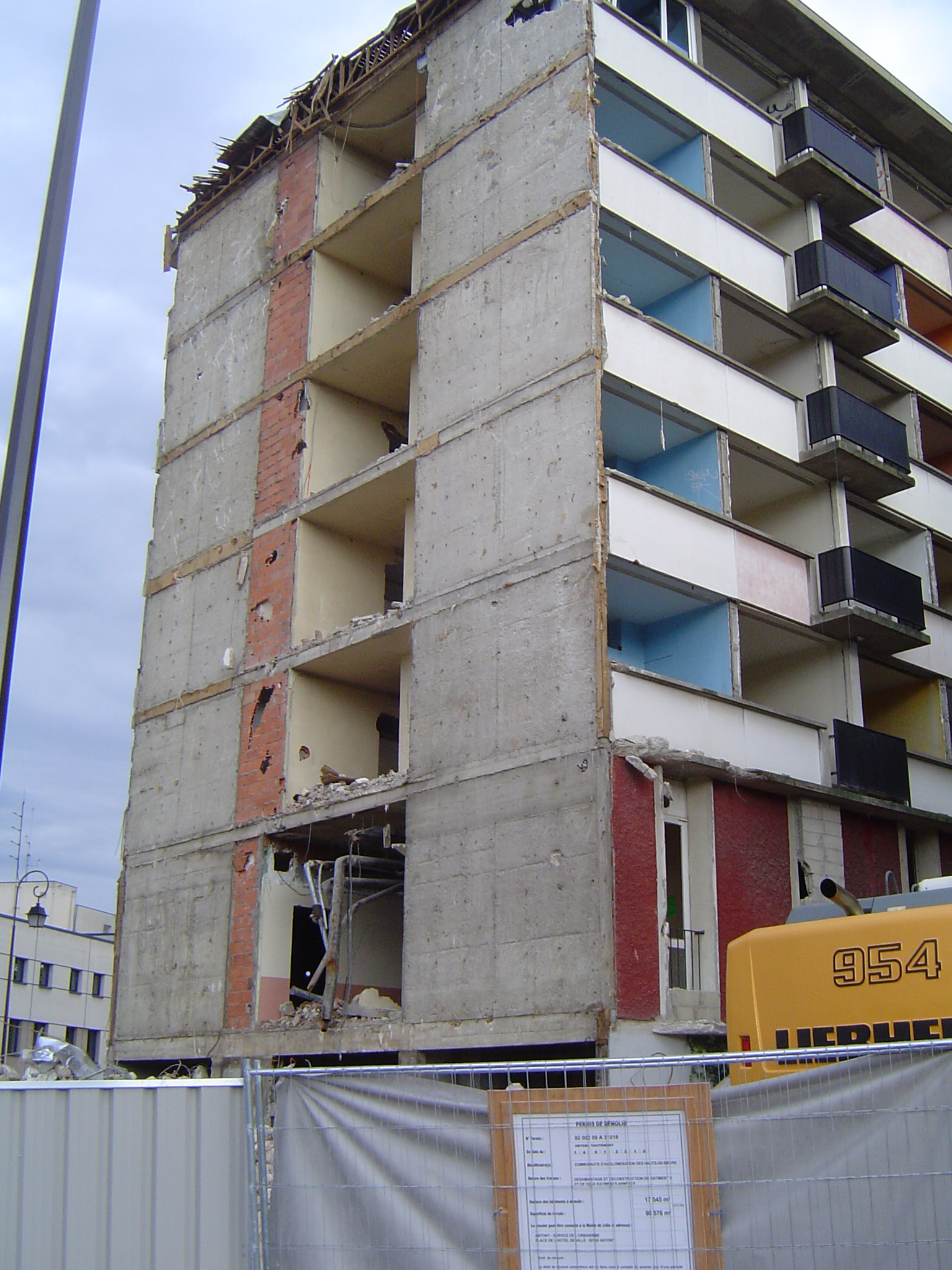
Photo prise le 13 août 2010
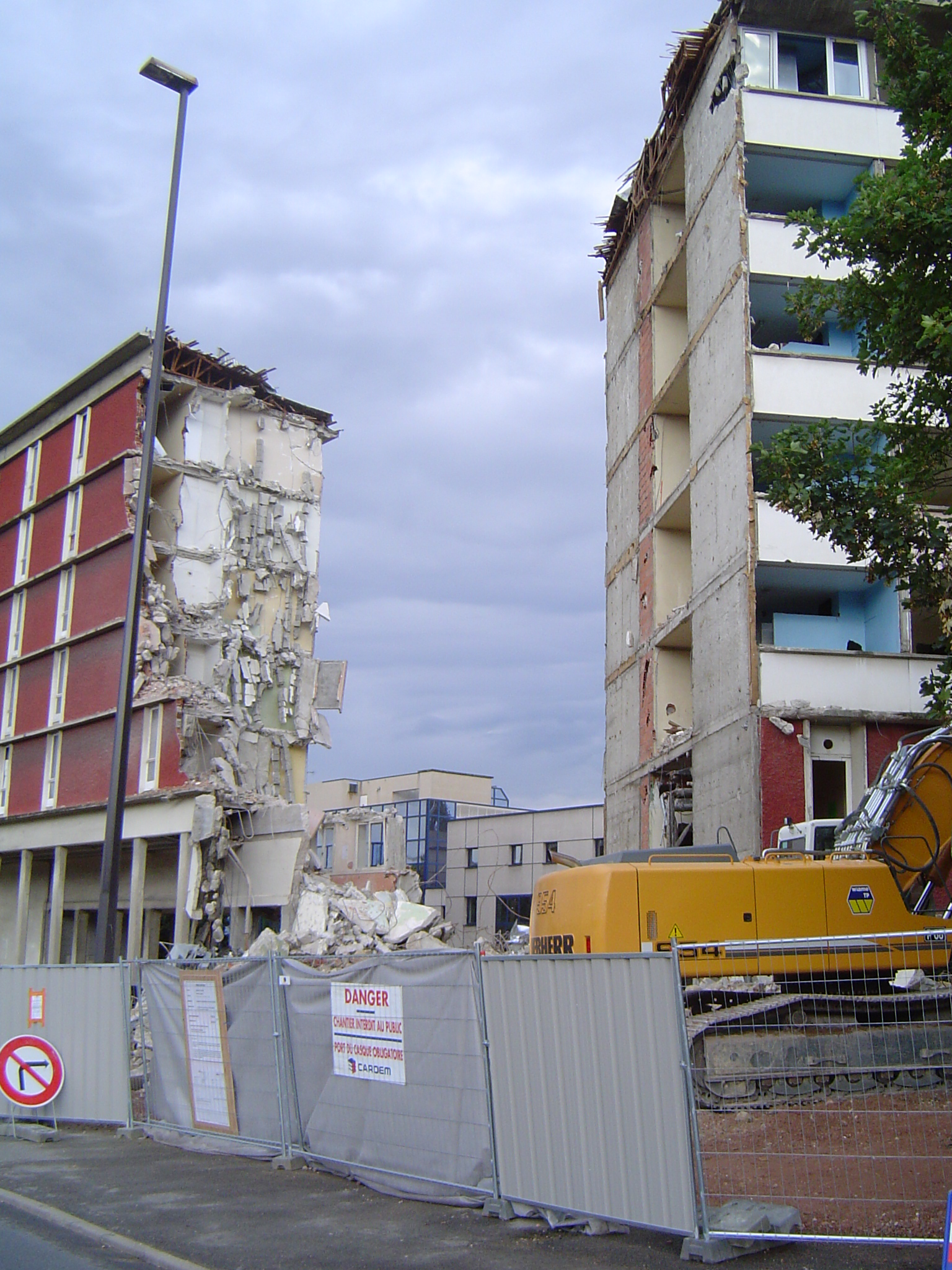
Photo prise le 13 août 2010
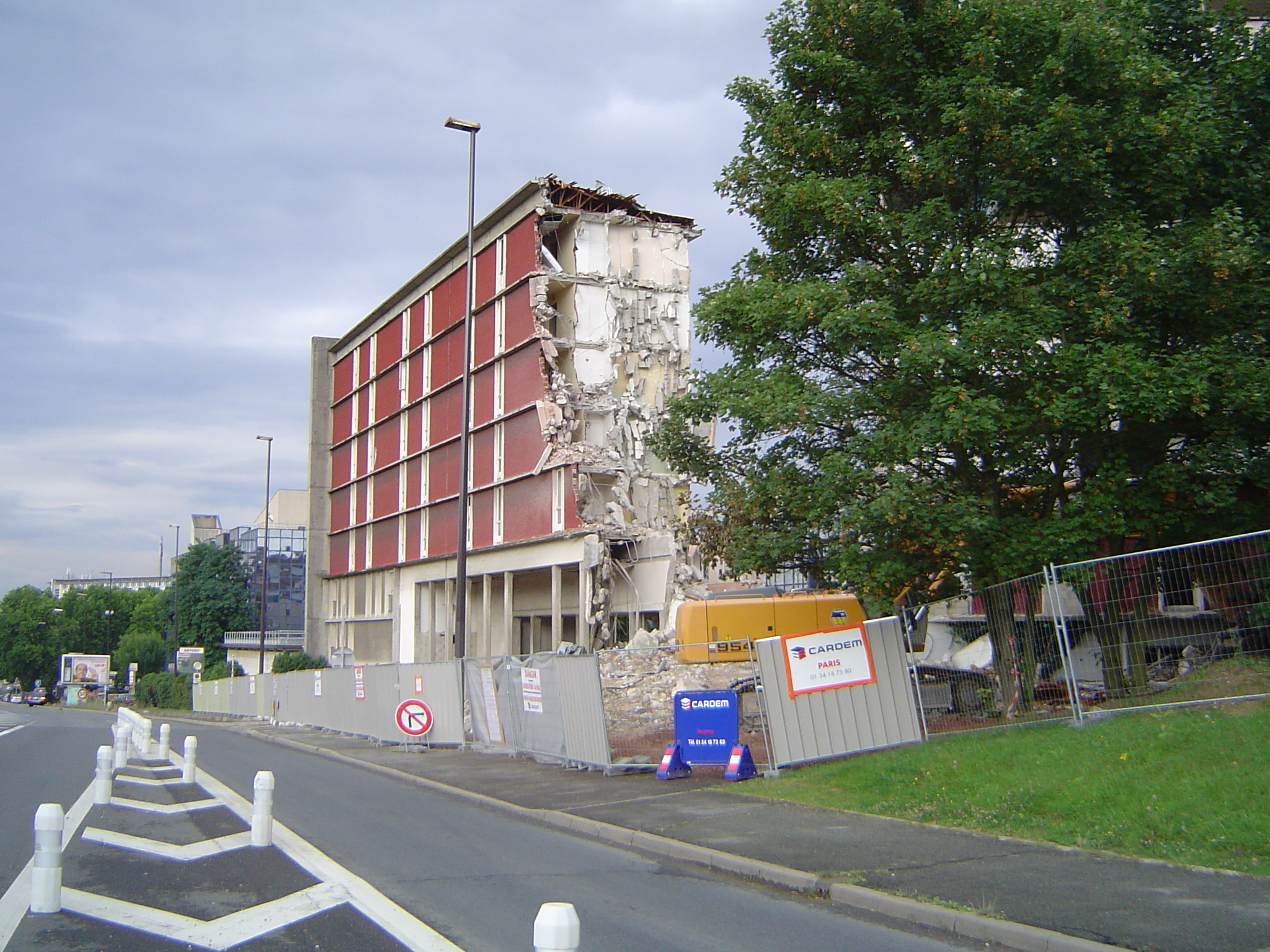
Photo prise le 13 août 2010
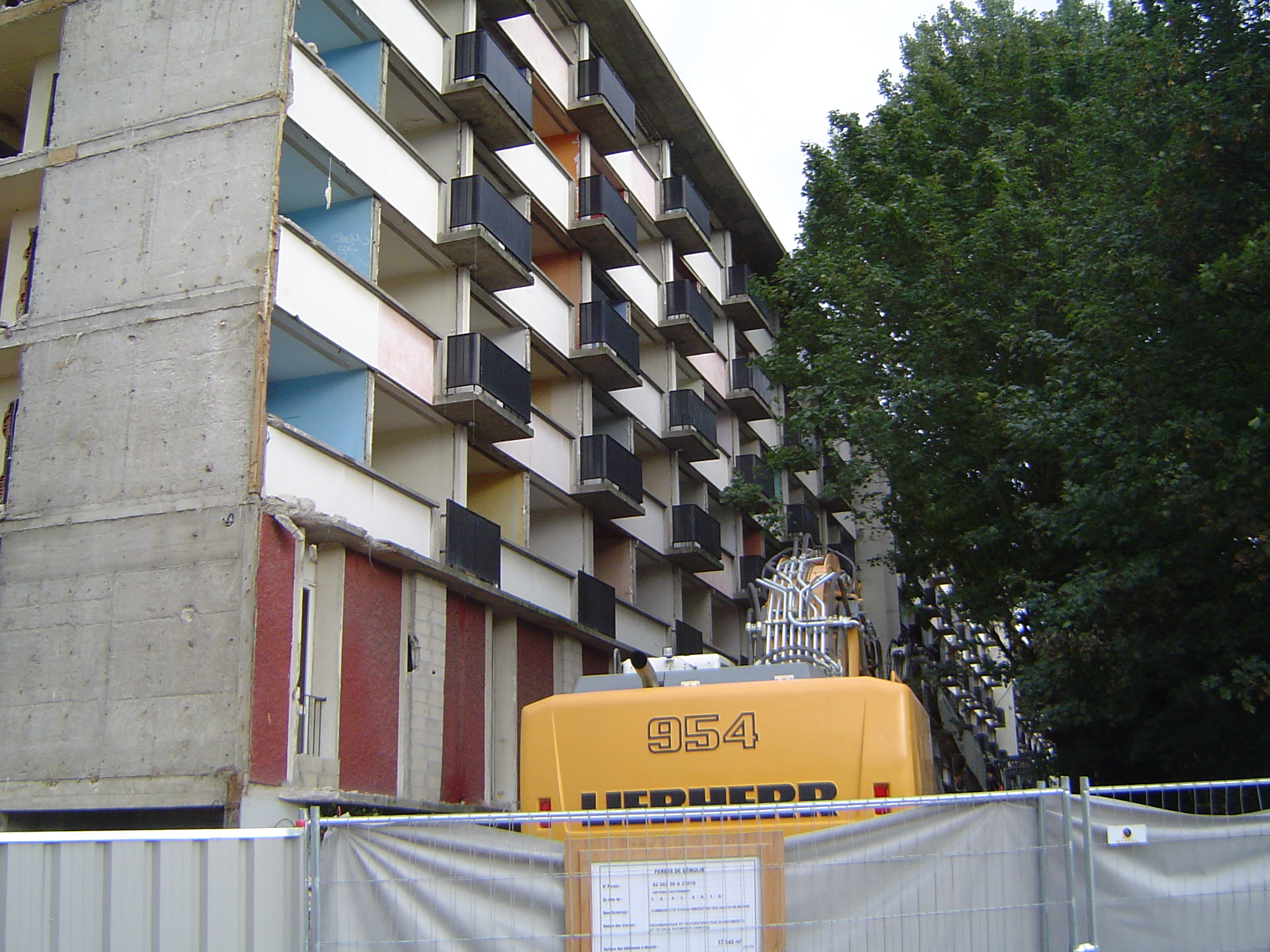
Photo prise le 13 août 2010

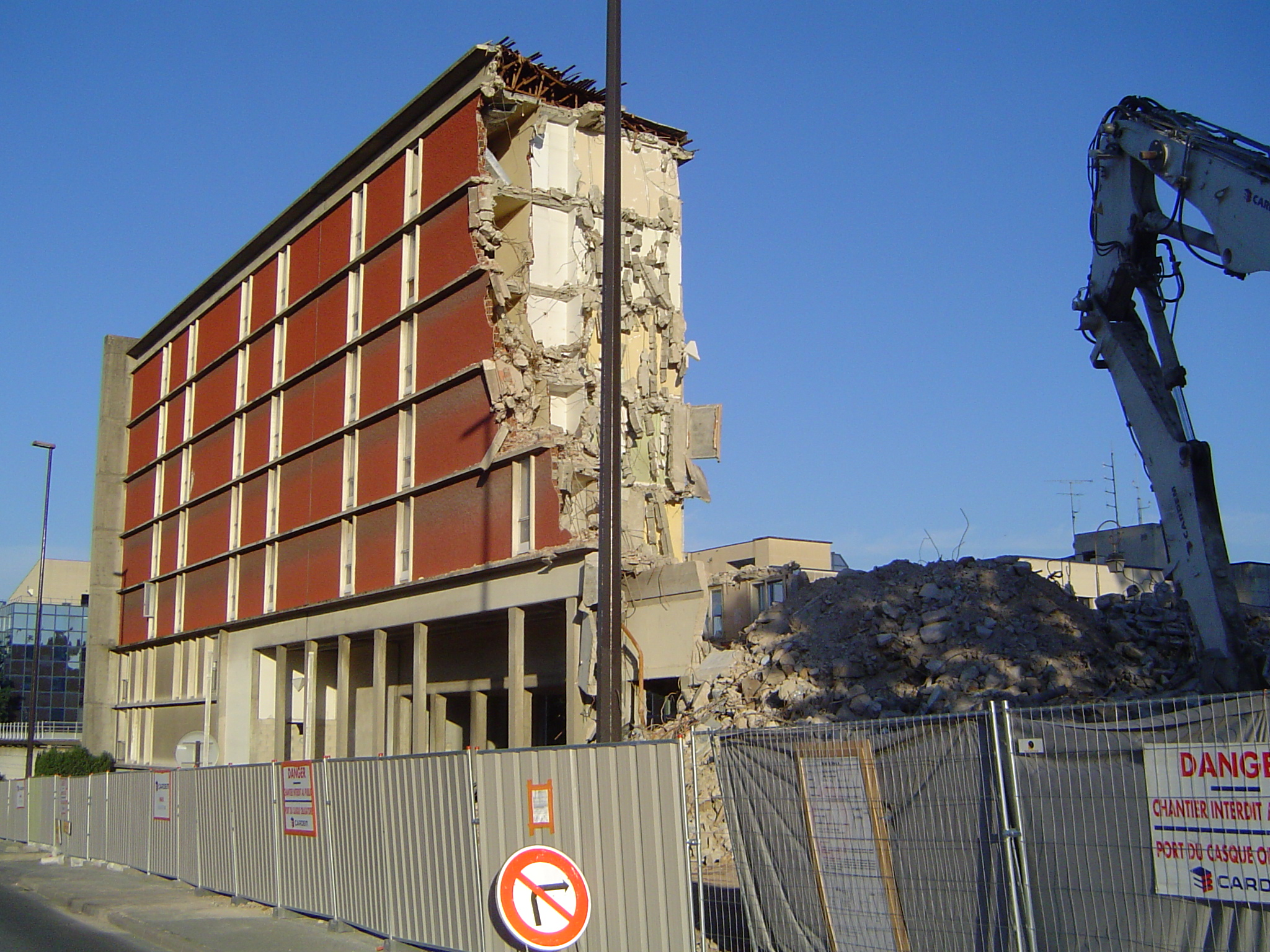
Photo prise le 20 août 2010
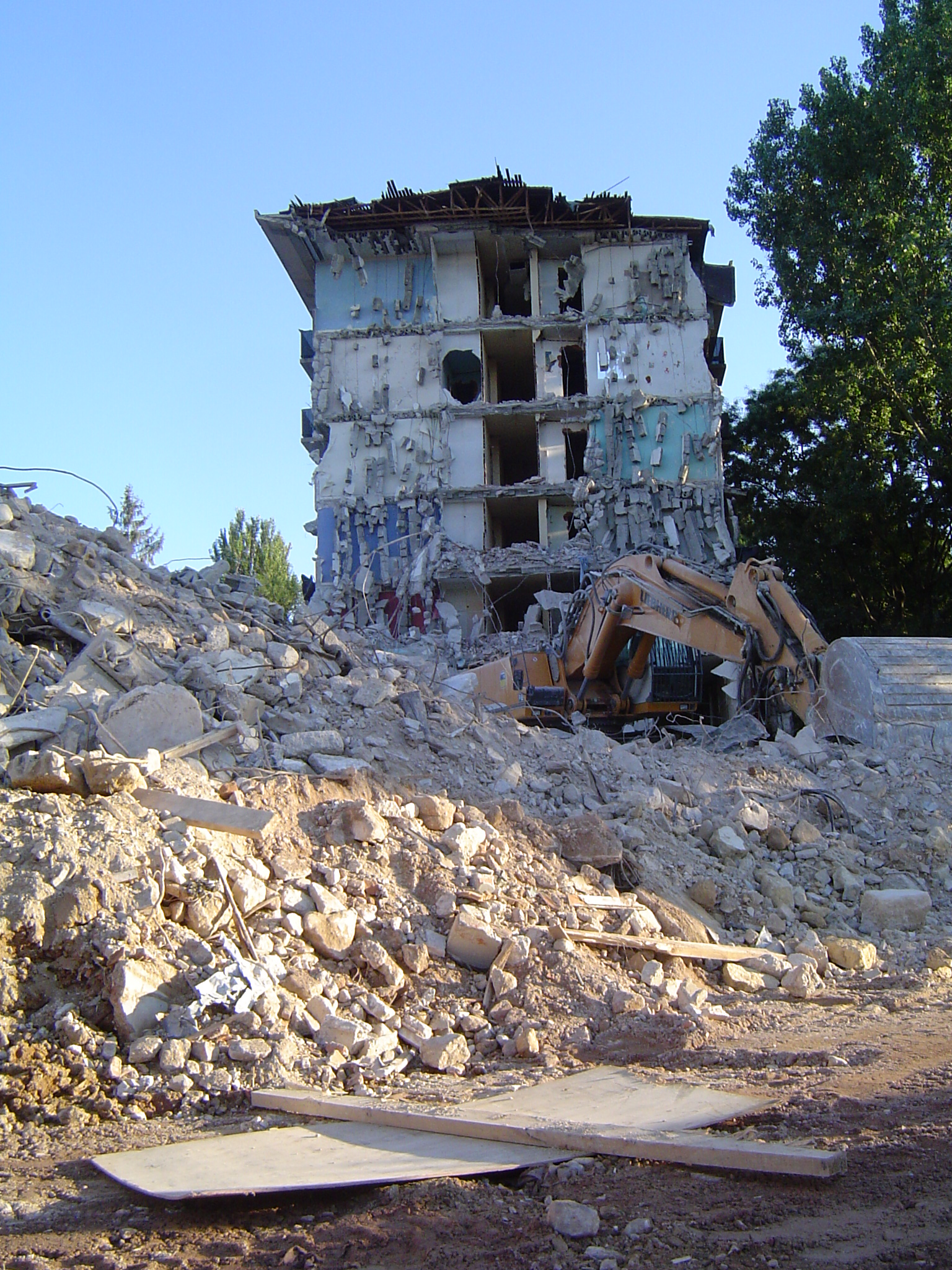
Photo prise le 20 août 2010
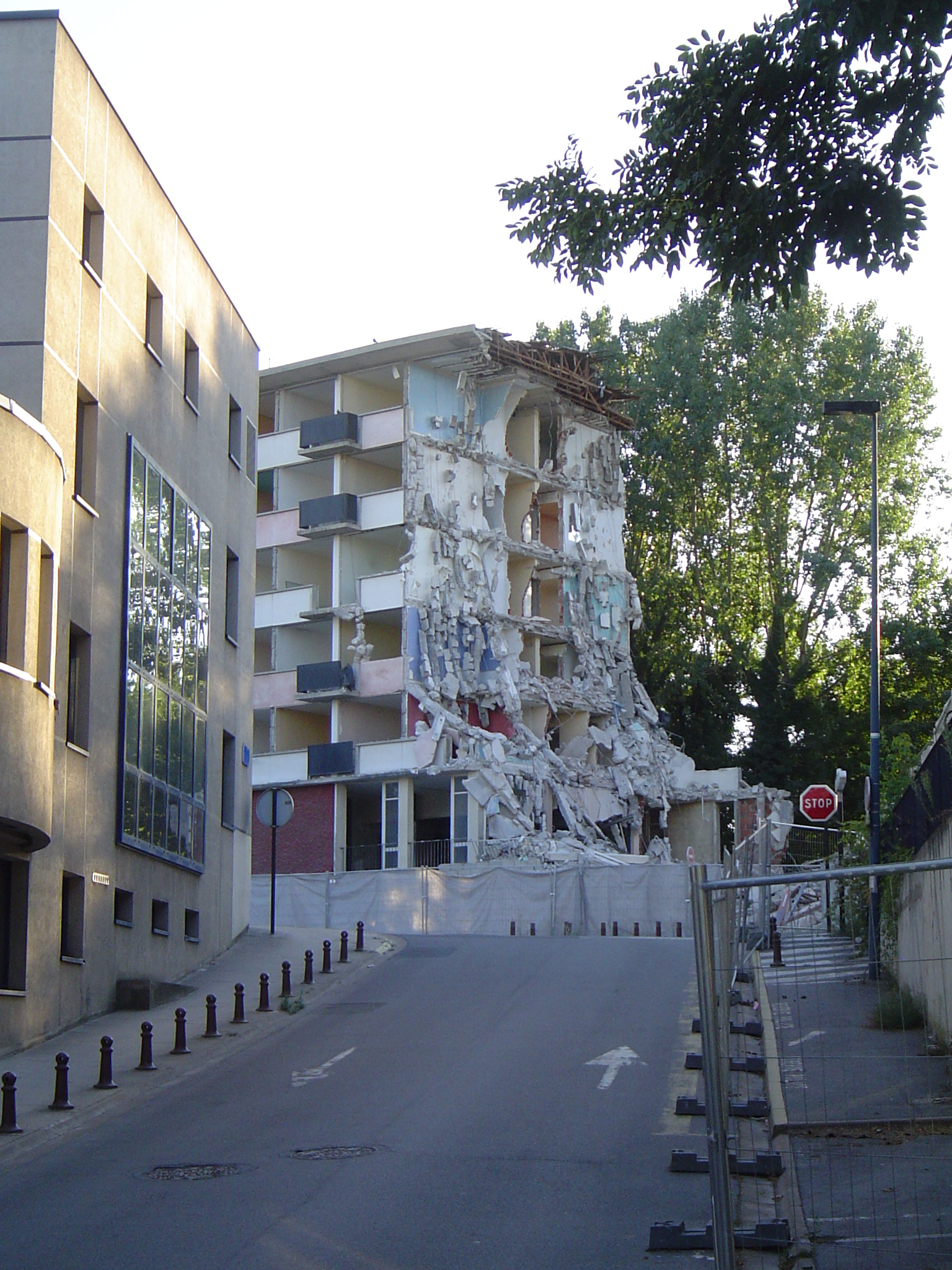
Photo prise le 20 août 2010
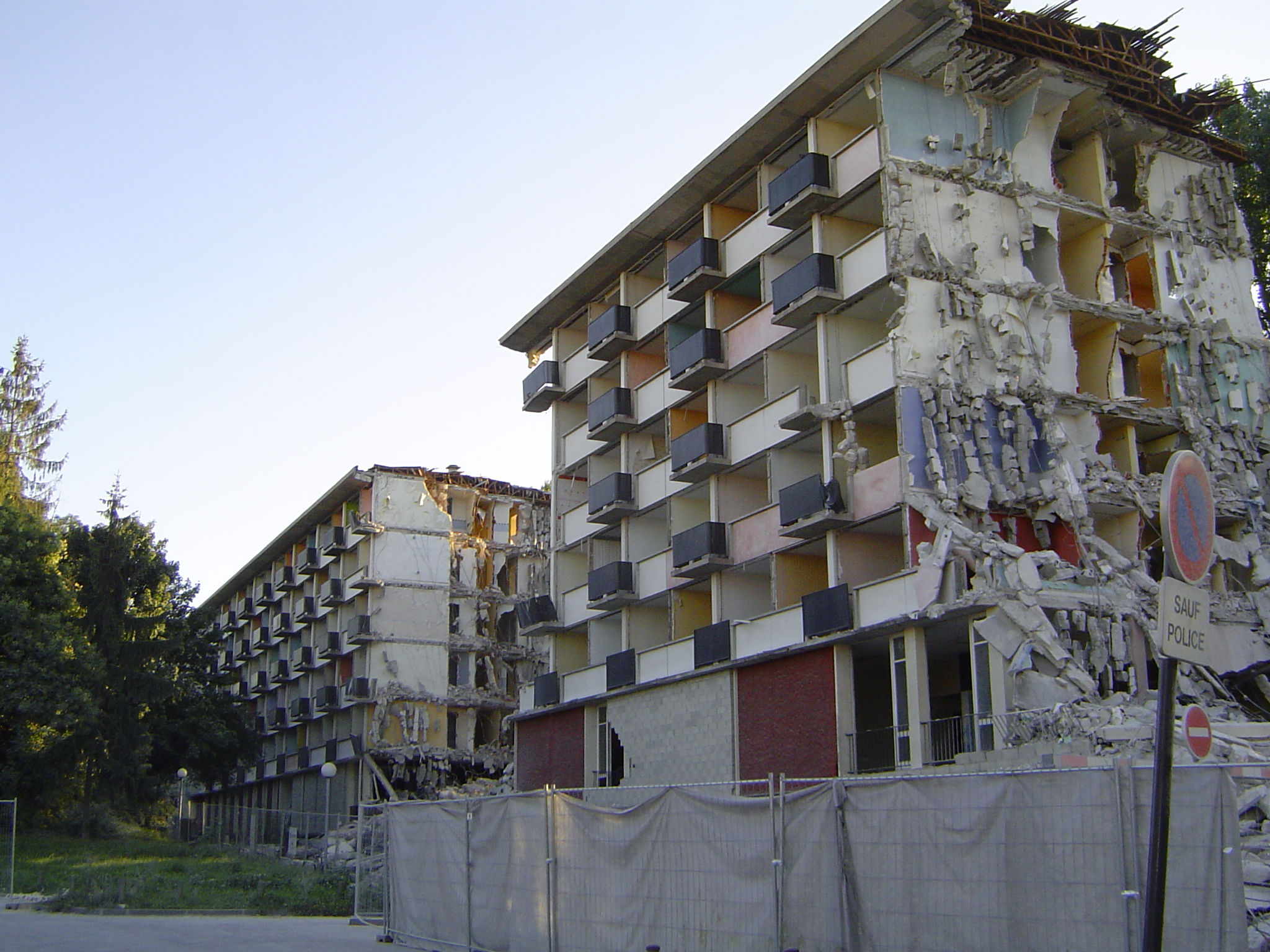
Photo prise le 20 août 2010
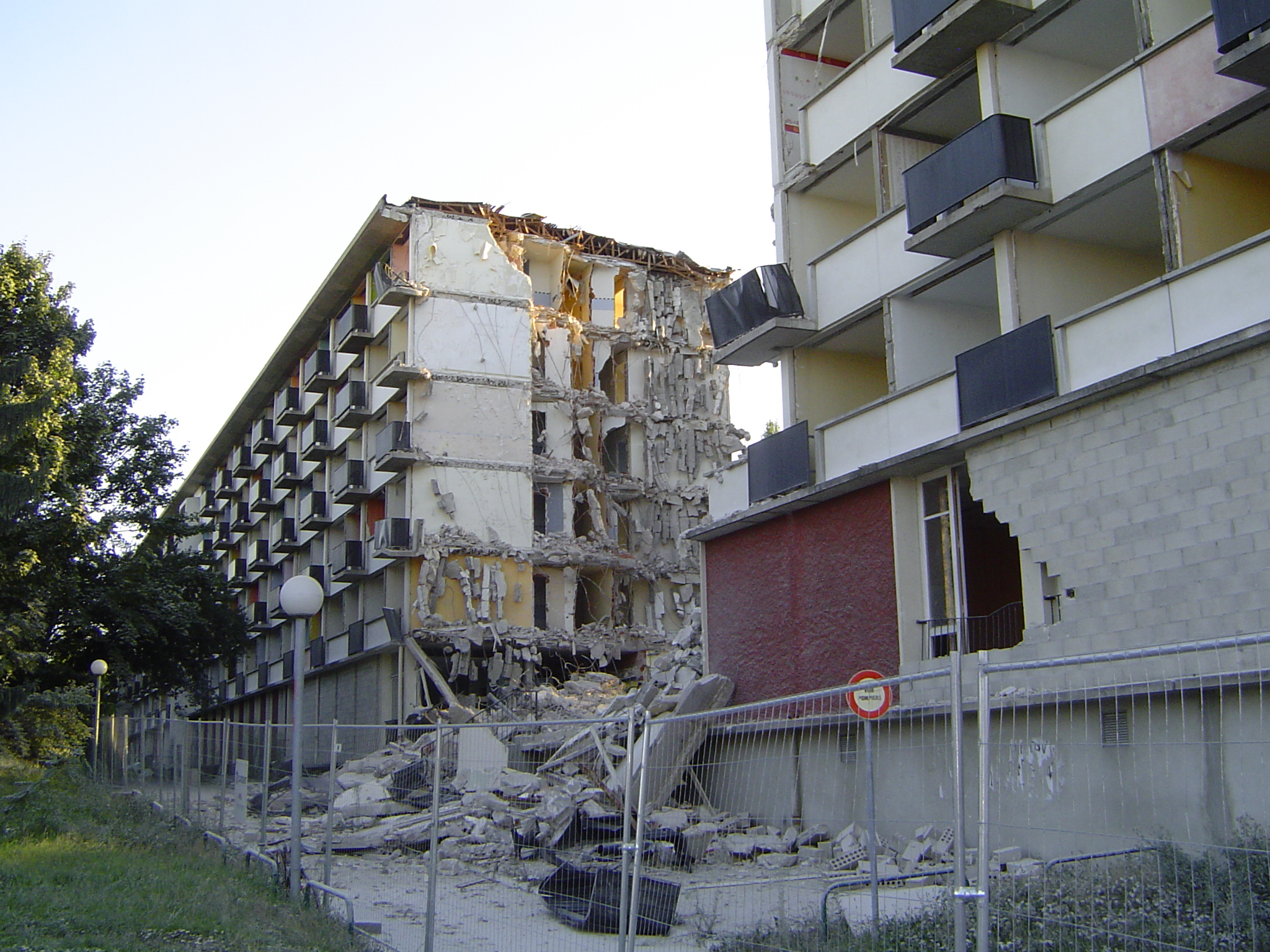
Photo prise le 20 août 2010
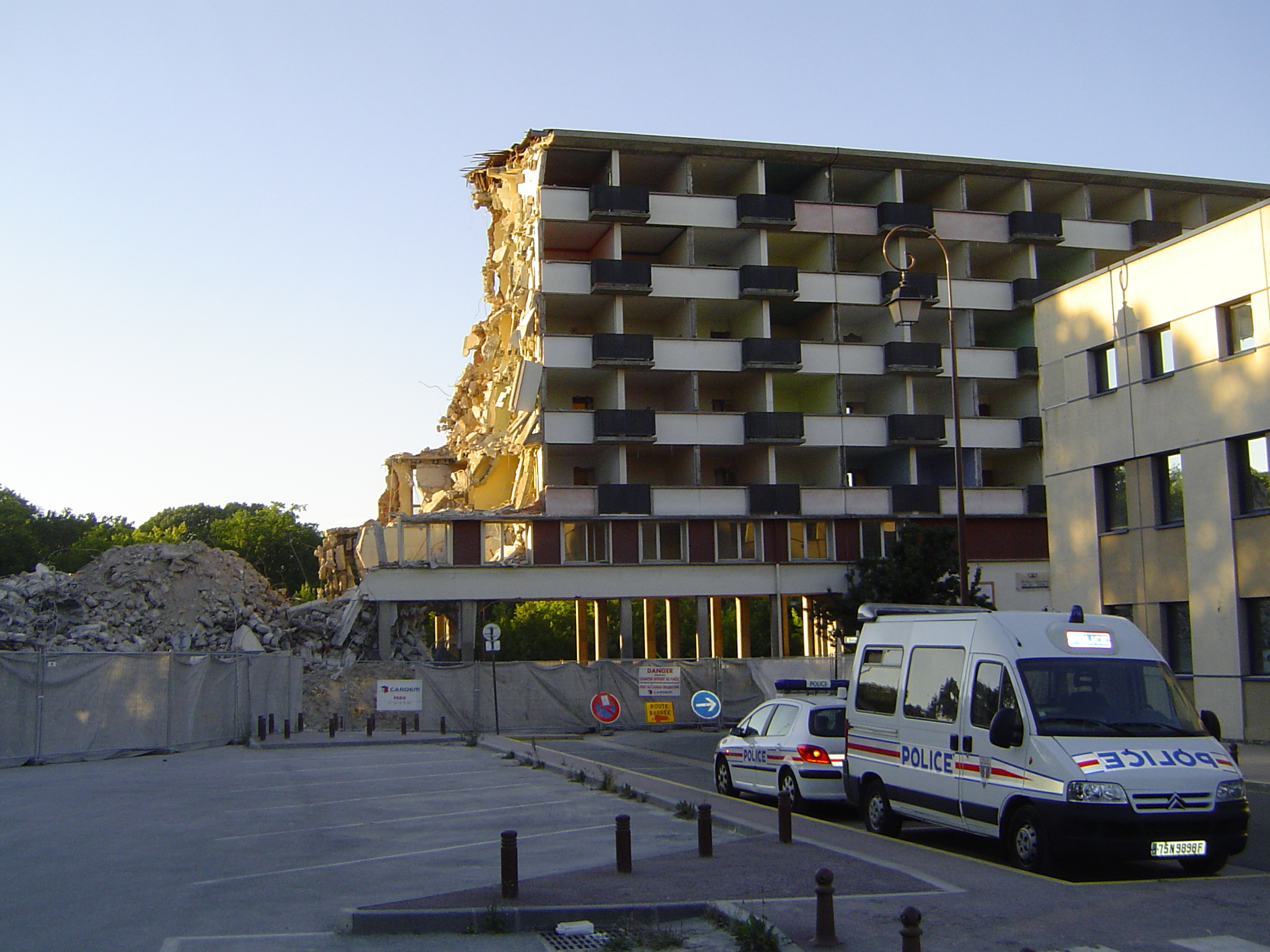
Photo prise le 20 août 2010
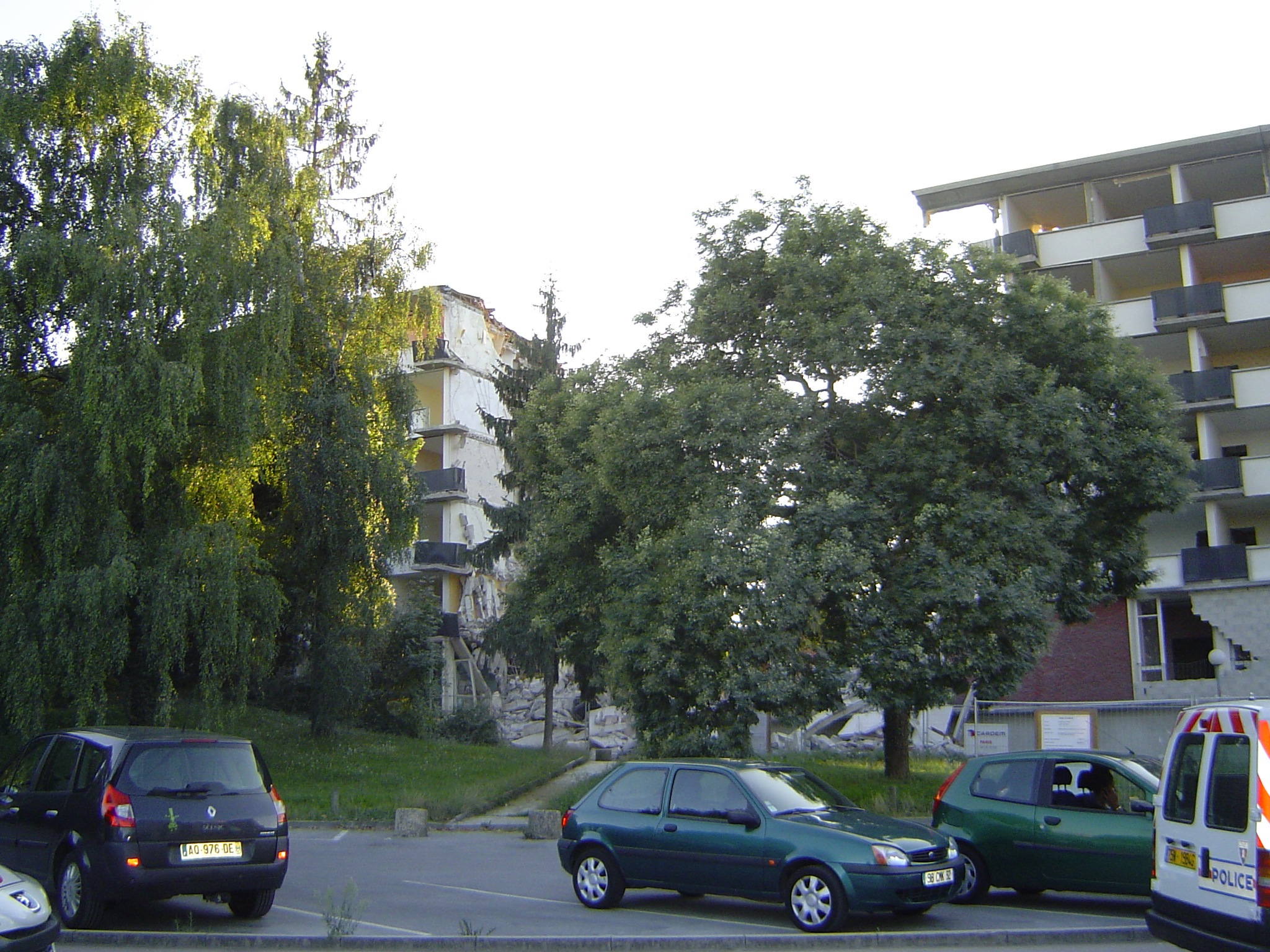
Photo prise le 20 août 2010
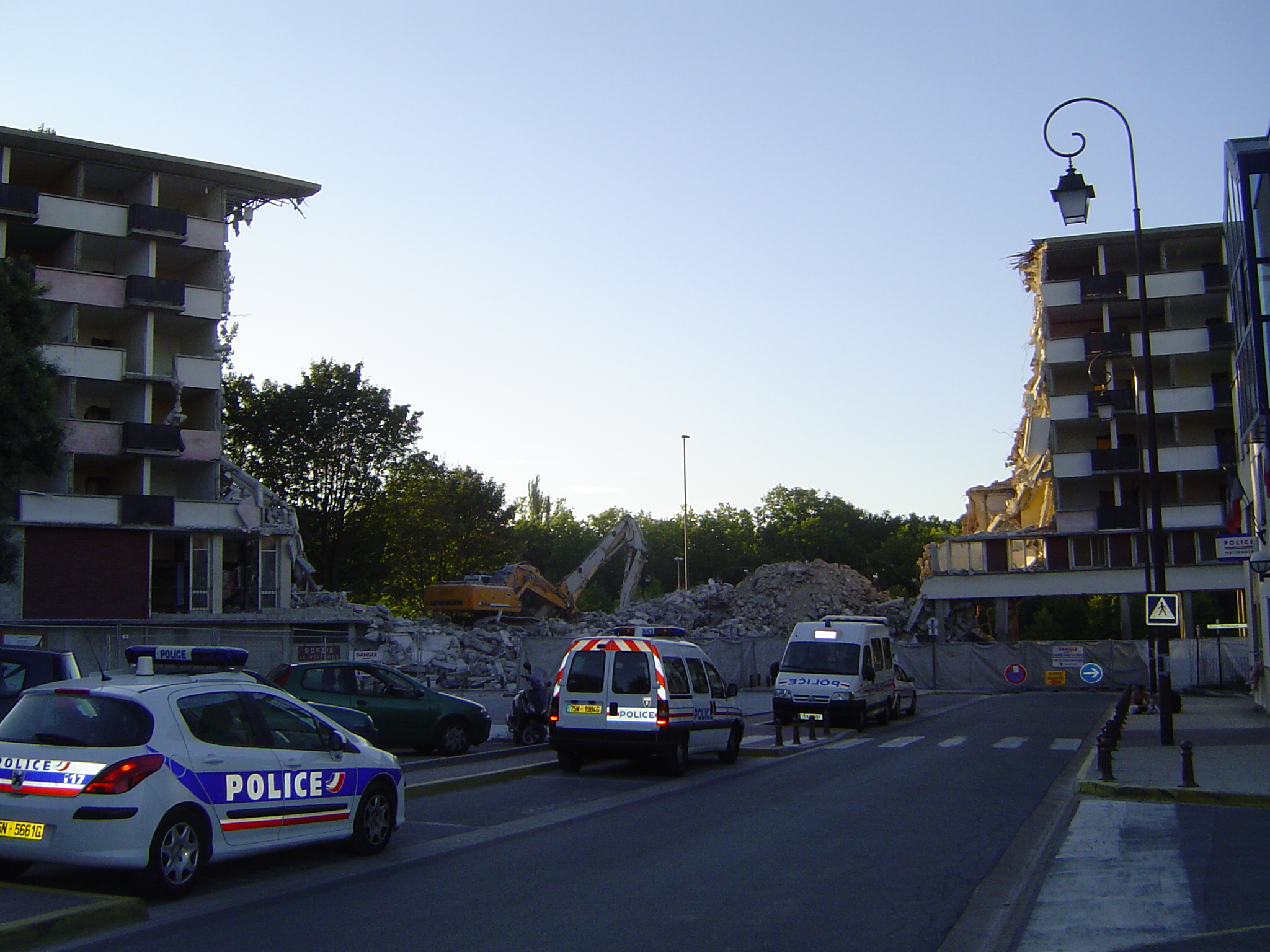
Photo prise le 20 août 2010
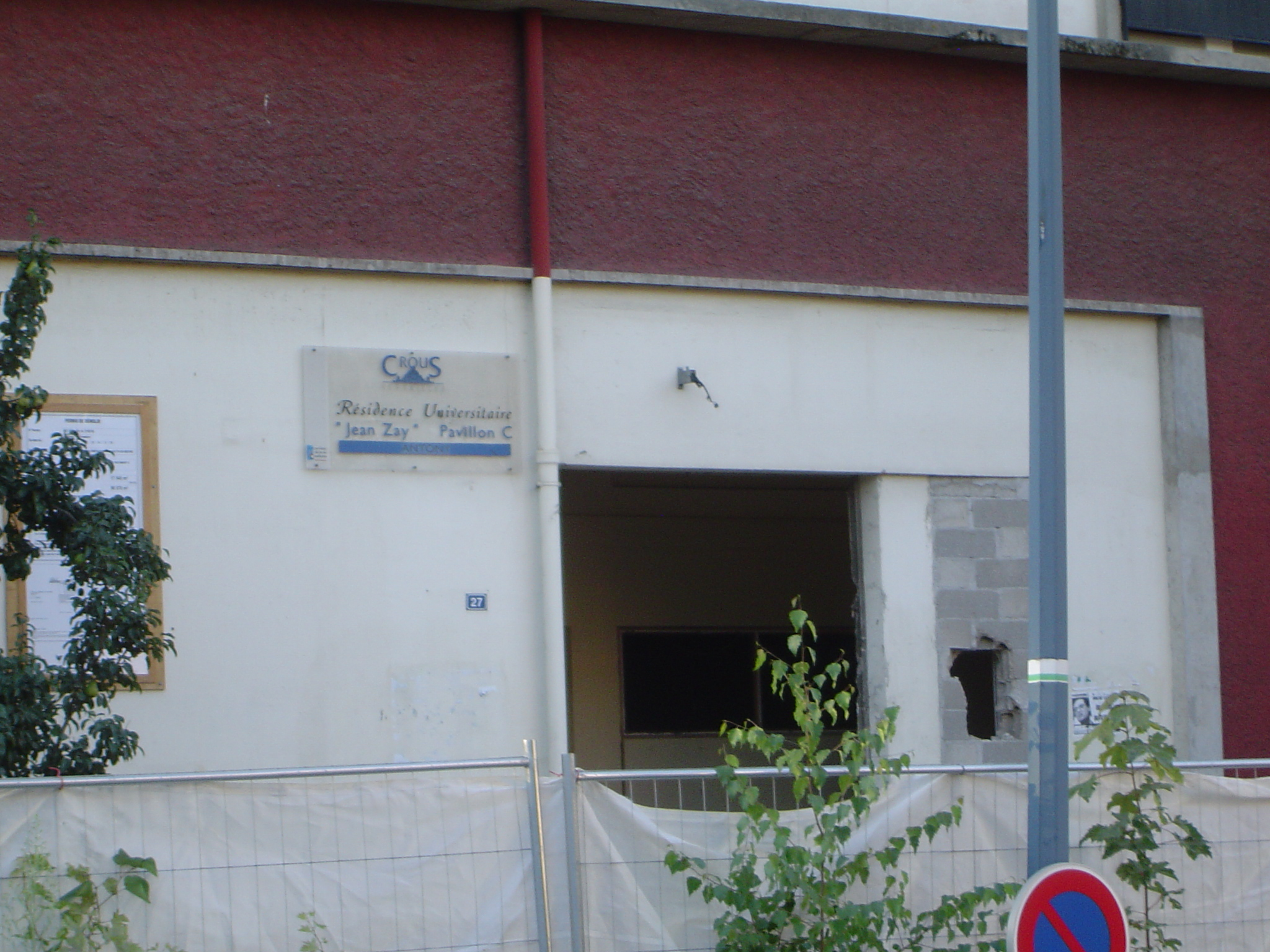
Photo prise le 20 août 2010
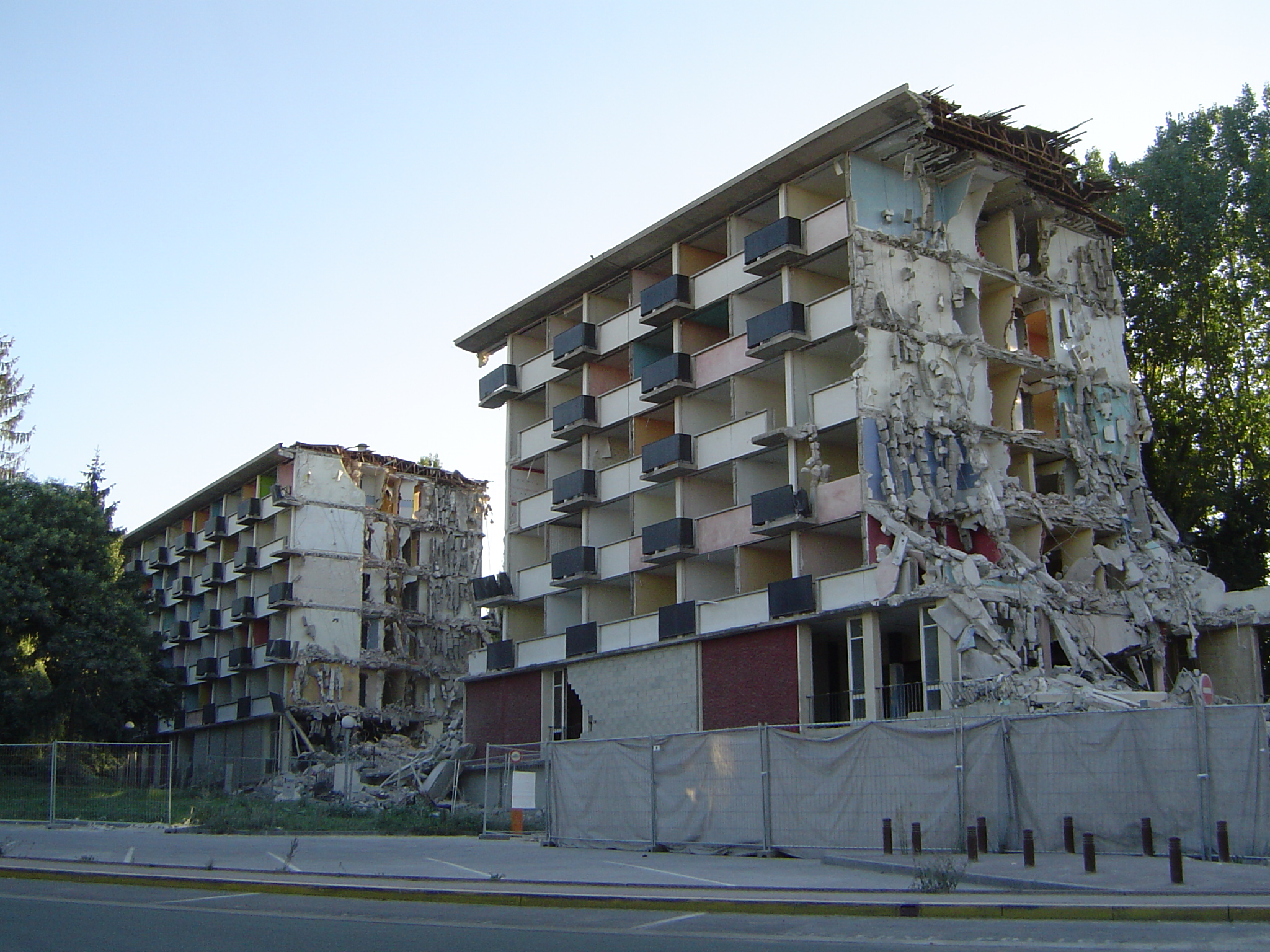
Photo prise le 20 août 2010
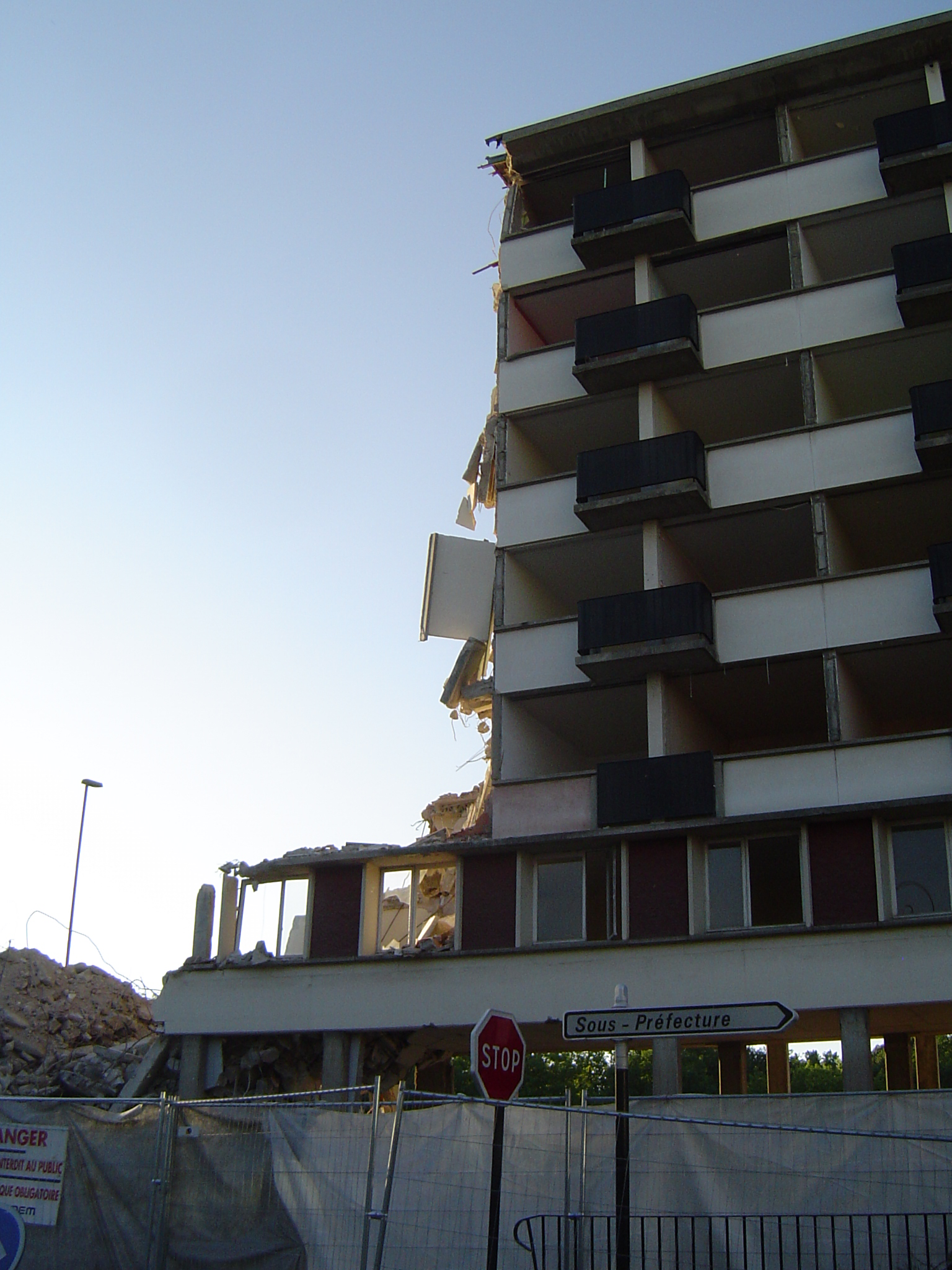
Photo prise le 20 août 2010

Le 1er juillet 2011 c'est la fermeture définitive du restaurant universitaire, de l’amphithéâtre Marguerite-Duras et du bâtiment H, ils ne seront plus, eux non plus, ouverts au public.
Au début de juillet 2013, c'est le bâtiment H qui est détruit, les premiers morceaux de béton tombent.
En décembre 2014, le restaurant universitaire, l’amphithéâtre Marguerite-Duras les ateliers techniques commencent à être détruits.
Fin juin 2015, le pavillon G est rasé.[réf. souhaitée]
1er octobre 2015, le pavillon F est fermé.
Automne-hiver 2016-2017 le pavillon F est détruit.

### Le projet d'aménagement de Jean Nouvel
En juin 2011, la municipalité d'Antony présente un projet d'aménagement de l'emprise de la RUA, établi par Jean Nouvel. Ce projet prévoit de laisser un millier de logements étudiants sur le site. Le maire d'Antony a par ailleurs annoncé le lancement en septembre 2011 de la phase de concertation préalable à une opération d'aménagement.
La semaine suivante, la communauté d'agglomération des Hauts-de-Bièvre annonce la démolition prochaine du bâtiment H et présente le projet de réhabilitation du bâtiment A, projet dont le lauréat est également l'atelier Jean Nouvel. 
En 2023, un seul bâtiment subsiste, comprenant 316 chambres.

### Le jugement du tribunal administratif de Versailles du 10 mai 2012
Le tribunal administratif de Versailles (10 mai 2012) annule l’arrêté de transfert signé par le préfet des Hauts-de-Seine en janvier 2009. Il annule également la délibération du 9 octobre 2009 de la communauté d'agglomération des Hauts-de-Bièvre. Ce jugement suspend un temps les travaux de démolition. Ils reprennent à la fin de 2013 à la suite d'un accord entre l'État, la communauté d'agglomération et la ville d'Antony.

## Quelques résidents célèbres
(date d’entrée à la résidence)
- Lionel Jospin (1956)
- Claude Érignac (1956)
- Gérard Saint-Paul
- Claude Allègre (1957)
- Abdoulaye Yerodia
- Paul Biya
- MC Solaar
- François Boko (1993)
- Hamadi Jebali
- Youssoupha

## Équipements culturels
L'Espace d'art contemporain Eugène-Beaudoin, dirigé par Yvon Mutrel, était installé dans le bâtiment F. De 2006 à 2015, il a accueilli lors d'une vingtaine d'expositions plus de 300 artistes (peintres, sculpteurs, vidéastes...) et plus de 8000 visiteurs.